# Morisonia
- Commons
- Wikispecies

Morisonia L. é um género botânico pertencente à família Capparaceae.
Compreende 9 espécies descritas, e destas, só 2 são aceites.

## Taxonomia
O género foi descrito por Lineu e publicado em Species Plantarum 1: 503. 1753. A espécie-tipo é Morisonia americana L.	

## Espécies aceites
De seguida listam-se as espécies do género Morisonia aceites até Outubro de 2013, ordenadas alfabeticamente. Para cada uma é indicado o nome binomial seguido do autor, abreviado segundo as convenções e usos.
- Morisonia americana L.
- Morisonia oblongifolia Britton

## Sistema de Lineu
| Sistema | Classificação                      | Referência               |
| ------- | ---------------------------------- | ------------------------ |
| Linné   | Classe Polyandria, ordem Monogynia | Species plantarum (1753) |